# Grønbenet skovhøne
Grønbenet skovhøne (Arborophila chloropus) er en hønsefugl. Den lever i skovene i Indokina. På engelsk kaldes fuglen Green-legged Partridge, hvilket også er navnet på en tamhønserace.